# Картала
Вижте пояснителната страница за други значения на Картала.
Картала е хълм, намиращ се северно от Велико Търново. Името на хълма идва от много орли, които са били хранени на хълма от турци.

## География
На хълма през 1980-те години се създава лесопарк „Картала“ с обща площ 136,8 хектара. На територията му има насаждения от черен бор, което е сред най-старите в страната. На хълма живеят още рядък вид шипобедрени костенурки.

## История
Петко Р. Славейков в спомените за детските си години в Търново в статията „Как се превзело Търново без цар“, публикувана през 1894 г. популяризира легендата, че на Картала е погребан евреинът, който бил предал Търново.